# Das brennende Geheimnis
Das brennende Geheimnis er en tysk stumfilm fra 1923 af Rochus Gliese.

## Medvirkende
- Ernst Deutsch
- Otto Gebühr
- Wilhelm Diegelmann
- Olga Belajeff
- Peter Berneis
- Paula Eberty
- Jenny Hasselqvist